# IS (Infinite Stratos)
 For alternative betydninger, se IS. (Se også artikler, som begynder med IS)
IS <Infinite Stratos> (japansk: IS 〈インフィニット・ストラトス〉 er en japansk novelleserie forfattet af Izuru Yumizuru med illustrationer af Okiura og CHOCO. De første 8 udgivelser har været publiceret af Media Factory under betegnelsen "MF Bunko J". Fra 8. udgivelse er novellerne blevet publiceret af Overlap under betegnelsen Overlap Bunko. En manga-omarbejdelse af Kenji Akahoshi i form af føljeton blev bragt i fire bind i manga-magasinet Monthly Comic Alive fra maj 2010 til juli 2012. En omarbejdelse til film-animering over 12 episoder blev senere sendt i Japan mellem januar og marts 2011. Animeringen er licenseret af Sentai Filmworks i nordamerika, der udgav denne serie den 10 april 2012. En tilsvarende serie blev udsendt fra den 3. oktober 2013.

## Plot
Handler om en japansk ingeniør kaldet 'Infinite Stratos' (IS), som besidder teknologi og kampkapaciteter, der rækker ud over andre våbensystemer, sidstnævnte våbentyper truer med at destabilisere verden. Foranlediget denne overvældende våbenkraft har verdens nationer indgået en 'Alaska-traktat', der stadfæster, at IS aldrig vil blive brugt til militære formål og at eksisterende IS teknologi skal fordeles ligeligt mellem alle nationer for at forhindre en hvilken som helst nation fra at dominere de andre nationer. Indførelsen af IS medførte en stor påvirkning på samfundet. Eftersom IS kun kan betjenes af kvinder, har dette resulteret i et skift af magtbalancen mellem mænd og kvinder, hvor kvinder nu dominerer samfundet.

## Karakterer
Hovedkaraterer:
Houki er en første års student ved IS Akademiet og Ichikas barndoms ven, selvom de ikke har set til hinanden i seks år. I tilknytning til hendes hjem har hun en kendo-dojo. Houki konkurrerer i kendo på nationalt niveau og blev vinder af den nationale turnering, der blev afholdt året forinden historien om 'Infinite Stratos' begyndte. Hun er medlem af kendokluben ved IS Akademiet. Ichika vil blive hendes drengeven, hvis hun kunne vinde den nationale kendo-turnering. Imidlertid er Houkis familie placeret under regeringens beskyttelse og Houki bliver tvunget til at trække sig fra den nationale kendo-turnering.
Øvrige hovedkarakterer er følgende:
Ichika Orimura (織斑 一夏), Houki Shinonono (篠ノ之 箒, Shinonono Hōki), Cecilia Alcott (セシリア・オルコット, Seshiria Orukotto), Huang Lingyin (凰 鈴音, Fan Rin'in), Charlotte Dunois (シャルロット・デュノア, Sharurotto Dunoa), Laura Bodewig (ラウラ・ボーデヴィッヒ, Raura Bōdevihhi), Tatenashi Katana Sarashiki (更識 楯無),

## Ekstene henvisninger
- Artiklen har ingen egenskaber for filmdatabaser i Wikidata